# Felipe Buffoni
Felipe Buffoni (* 19. oder 20. Jahrhundert; † 20. oder 21. Jahrhundert) war ein uruguayischer Fußballspieler.

## Karriere

### Verein
Offensivakteur Buffoni spielte auf Vereinsebene mindestens 1916 und 1921 bis 1922 für die Montevideo Wanderers in der Primera División.

### Nationalmannschaft
Buffoni war Mitglied der A-Nationalmannschaft Uruguays, für die er zwischen dem 1. Oktober 1916 und dem 22. Juli 1923 sieben Länderspiele absolvierte. Dabei erzielte er fünf Länderspieltore. Er gehörte dem Aufgebot Uruguays bei der Südamerikameisterschaft 1922 an. Dort kam er in den Spielen gegen Chile, Argentinien und Paraguay zum Einsatz. 1922 gewann er mit Uruguay die Copa Lipton. Überdies gehörte er dem Team bei der Copa Premio Honor Uruguayo 1923 an.

### Erfolge
- Copa Lipton: 1922